# Salom Italia
Salom Italia (* um 1619 in Mantua, unsicher; † um 1655 in Amsterdam, unsicher)
war ein italienisch-jüdischer Kupferstecher in Amsterdam.

## Leben
Salom Italia wurde um 1619 vermutlich in Mantua (Lombardei) geboren, wo sein Vater Mordechai d’Italia eine Druckerei betrieb. Spätestens seit 1641 lebte Salom in Amsterdam, wo er vermutlich bis zu seinem Tode tätig war.
Von den zehn von ihm signierten Werke sind zwei mit einem Datum versehen. Die meisten von ihm erhaltenen Kupferstiche befinden sich auf Esther-Rollen (Megilot). Daneben ist er vor allem bekannt durch die Porträts von Jacob Judah Leon (1641) und Menasse ben Israel (1642). Erhalten sind von ihm auch illustrierte Heiratsverträge (Ketubba).

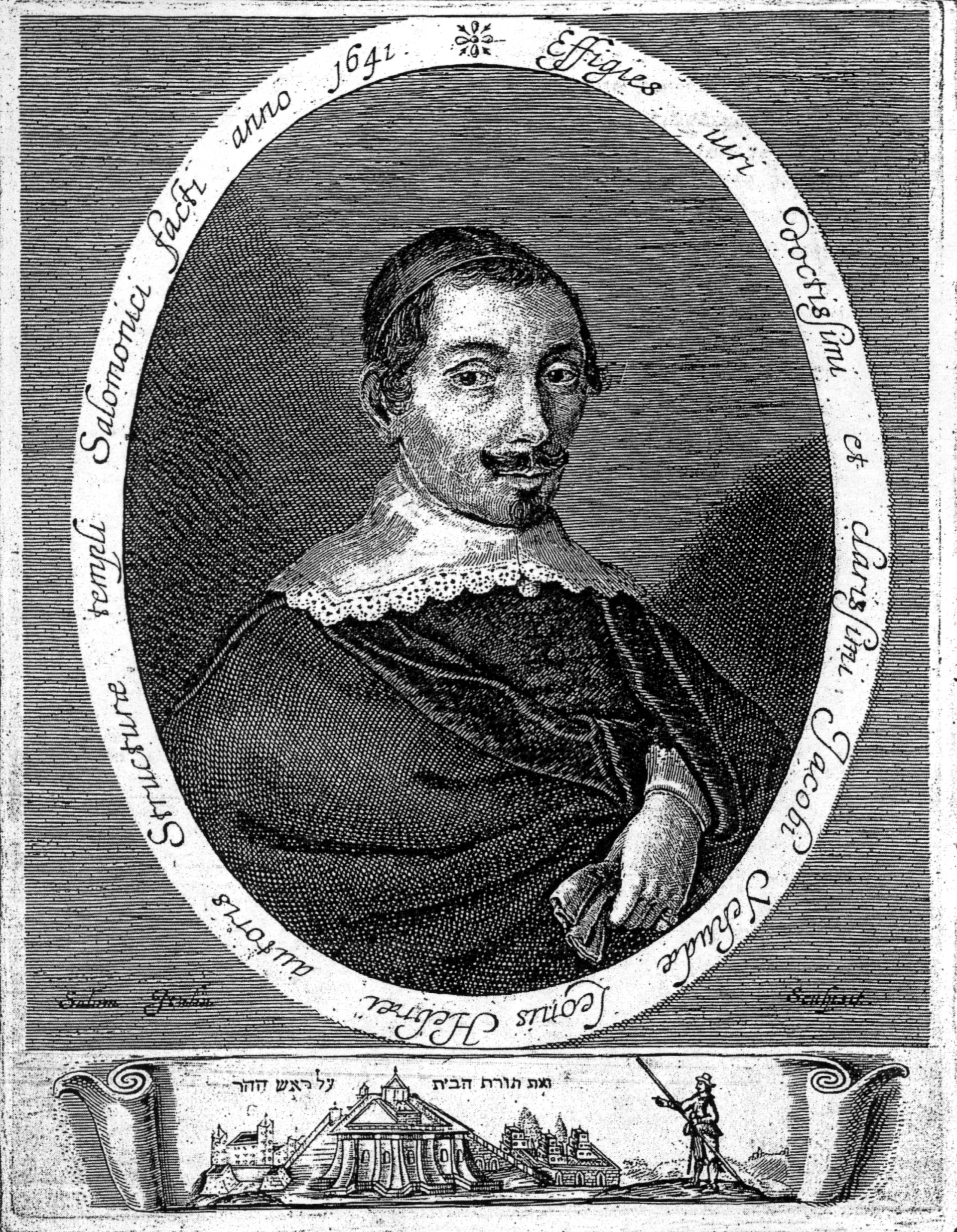
Jacob Judah Leon
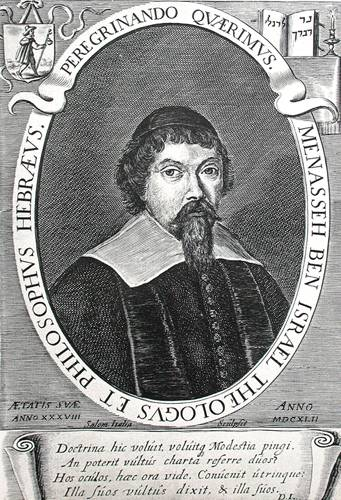
Menasseh ben Israel